# Arundanus parvulus
Arundanus parvulus är en insektsart som beskrevs av Delong 1935. Arundanus parvulus ingår i släktet Arundanus och familjen dvärgstritar. Inga underarter finns listade i Catalogue of Life.